# انجمن ملی هیئت های حسابداری دولتی
انجمن ملی هیئت‌های حرفه‌ای حسابداری دولتی (NASBA) یک انجمن است که به ۵۶ هیئت حسابداری دولتی اختصاص دارد. این هیئت‌ها مسئول تنظیم حرفه حسابداری در ایالات متحده آمریکا است.
برای هر یک از ۵۰ ایالت ایالات متحده، یک هیئت حسابداری وجود دارد. علاوه بر این، هیئت‌های حسابداری فعالیت می‌کنند در ناحیه کلمبیا، پورتوریکو، جزایر ویرجین ایالات متحده، گوام، جزایر ماریانای شمالی و ساموآی آمریکایی.

## ساختار حرفه حسابداری ایالات متحده
در ایالات متحده، عنوان حسابدار رسمی (CPA) به صورت اختصاصی توسط هر ایالت به افراد اعطا می‌شود. حاملان گواهینامه CPA می‌توانند عضو مؤسسه حسابداران عمومی گواهینامه‌بندی آمریکا (AICPA) باشند، اما این عضویت برای حسابداران رسمی CPA الزامی نیست، اگرچه بسیاری از آنها عضویت در این مؤسسه را انتخاب می‌کنند.
1. ↑  "National Association of State Boards of Accountancy". Wikipedia (به انگلیسی). 2022-08-08.